# Akaki hitsuji ni yoru bansankai
Akaki hitsuji ni yoru bansankai (赤き羊による晩餐会?) è il diciottesimo singolo della band visual kei giapponese D. È stato pubblicato il 28 luglio 2010 dall'etichetta discografica HPQ di proprietà della major avex trax.
Il singolo è stato stampato in tre versioni, tutte in confezione jewel case e copertine diverse: una prima special edition (denominata TYPE A) con DVD extra, una seconda special edition (TYPE B) con un altro DVD extra ed un brano in più, ed una normal edition con un brano in più diverso da quello della TYPE B.

## Tracce
Tutti i brani sono testo e musica di ASAGI, tranne dove indicato.

Dopo il titolo è indicata fra parentesi "()" la grafia originale del titolo.

### Normal edition
1. Akaki hitsuji ni yoru bansankai (赤き羊による晩餐会?)
2. Hibiwareta zakuroishi (ひび割れた柘榴石?) (ASAGI - Tsunehito)
3. Heilong[1] (黒竜?, Heiron) (ASAGI - HIDE-ZOU)
4. Akaki hitsuji ni yoru bansankai (Voiceless) (赤き羊による晩餐会（Voiceless）?)

### Special edition
1. Akaki hitsuji ni yoru bansankai (赤き羊による晩餐会?)
2. Hibiwareta zakuroishi (ひび割れた柘榴石?) (ASAGI - Tsunehito)
3. K no hyosokyoku (Kの氷奏曲?) (ASAGI - Ruiza); bonus track presente solo nella TYPE B
4. Akaki hitsuji ni yoru bansankai (Voiceless) (赤き羊による晩餐会（Voiceless）?)

#### DVD A
1. Akaki hitsuji ni yoru bansankai (赤き羊による晩餐会?); videoclip, versione A principale

#### DVD B
1. Akaki hitsuji ni yoru bansankai (赤き羊による晩餐会?); videoclip, versione B variante

## Formazione
- ASAGI - voce
- Ruiza - chitarra
- HIDE-ZOU - chitarra
- Tsunehito - basso
- HIROKI - batteria